# Barbero risponde
Barbero risponde è un programma televisivo, in onda dal 23 settembre 2024 in seconda serata su LA7 con la conduzione dello storico Alessandro Barbero. Il programma è ispirato al podcast Chiedilo a Barbero, in cui Barbero risponde alle domande e curiosità dei suoi ascoltatori.

## Programma
Nel programma, Barbero offre approfondimenti su vari temi storici, esplorando periodi, eventi e figure di rilievo.
Ogni episodio è caratterizzato dalla partecipazione di ospiti speciali e dall'utilizzo di esperimenti e prove sul campo, con l'obiettivo di rendere accessibili e interattivi concetti storici complessi. Il programma è co-condotto da Davide Savelli, che accompagna Barbero in studio.

## Edizioni

### Prima Stagione
| Puntata       | Data di messa in onda | Titolo                               | Telespettatori | Share | Fonti  |
| ------------- | --------------------- | ------------------------------------ | -------------- | ----- | ------ |
| 1             | 23 settembre 2024     | Alea iacta est                       | 600 000        | 4,00% | [ 2 ]  |
| 2             | 30 settembre 2024     | Il poverello                         | 499 000        | 3,60% | [ 3 ]  |
| 3             | 14 ottobre 2024       | Guardie e ladri                      | 564 000        | 3,95% | [ 4 ]  |
| 4             | 21 ottobre 2024       | Un calcio alla storia                | 421 000        | 2,90% | [ 5 ]  |
| 5             | 28 ottobre 2024       | A tavola con la storia               | 527 000        | 3,70% | [ 6 ]  |
| 6             | 4 novembre 2024       | Laide novelle                        | 556 000        | 4,00% | [ 7 ]  |
| 7             | 11 novembre 2024      | La sessualità nella storia           | 493 000        | 3,40% | [ 8 ]  |
| 8             | 18 novembre 2024      | Garibaldi fu ferito                  | 473 000        | 3,30% | [ 9 ]  |
| 9             | 25 novembre 2024      | Il barbaro invasore                  | 511 000        | 3,60% | [ 10 ] |
| 10            | 2 dicembre 2024       | Spassarsela nel Basso Medioevo       | 336 000        | 3,30% | [ 11 ] |
| 11            | 9 dicembre 2024       | La guerra di Troia                   | 559 000        | 3,60% | [ 12 ] |
| 12            | 16 dicembre 2024      | I libri nella storia                 | 479 000        | 3,38% | [ 13 ] |
| 13            | 23 dicembre 2024      | Un giorno qualunque nell'antica Roma | 589 000        | 3,70% | [ 14 ] |
| 14            | 10 febbraio 2025      | Modi di dire                         | 310 000        | 3,60% |        |
| 15            | 17 febbraio 2025      | Il futuro è quel che è               |                |       |        |
| 16            | 26 febbraio 2025      | Sbarchi alleati                      |                |       |        |
| 17            | 5 marzo 2025          | Servi e schiavi                      |                |       |        |
| 18            | 12 marzo 2025         | Casa Savoia                          | 430 000        | 5,12% | [ 15 ] |
| 19            | 19 marzo 2025         | Costantino                           | 195 000        | 3,10% | [ 16 ] |
| 20            | 26 marzo 2025         | La Prima Guerra Mondiale (parte 1)   | 472 000        | 4,96% |        |
| 21            | 2 aprile 2025         | La Prima Guerra Mondiale (parte 2)   | 388 000        | 4,7%  | [ 17 ] |
| 22            | 9 aprile 2025         | Le città nella storia                | 520 000        | 5,1%  | [ 18 ] |
| 23            | 16 aprile 2025        |                                      | 349 000        | 4,2%  | [ 19 ] |
| 24            | 20 aprile 2025        |                                      | 784 000        | 4,7%  | [ 20 ] |
| 25            |                       |                                      |                |       |        |
| Media ascolti | Media ascolti         |                                      | 494 071        | 3,57% |        |